# Doctor Müller
El Doctor Müller és un personatge de ficció de còmic de Les aventures de Tintín, que son una sèrie d'historietes en còmic creades pel dibuixant belga Hergé. Aparegué per primer cop a Le Petit Vingtième publicat el 22 de juliol de 1937 on es publicava la pàgina 29 de L'illa negra, apareixent per primer cop a la vinyeta 5. Quan es va publicar en àlbum a la seva versió definitiva es va publicar a la pàgina 21, vinyeta C1. El seu aspecte varia lleugerament segons l'episodi, és calb, porta barba o perilla i té un somriure sinistre, que ja fa pensar que és un home dolent, i amb una gran maldat.

## Publicacions
El 1938 aparegué a l'àlbum L'Illa Negra, el 1950 a Tintín al país de l'or negre i el 1958 a Stoc de coc.